# AWS 일래스틱 빈스토크
AWS 일래스틱 빈스토크(AWS Elastic Beanstalk)는 EC2, S3, 단순 알림 서비스(SNS), 클라우드워치, 오토스케일링, 일래스틱 로드 밸런서를 포함한 다양한 AWS 서비스들을 오케스트레이트하는 애플리케이션들을 디플로이하기 위해 아마존 웹 서비스가 제공하는 오케스트레이션 서비스이다. 일래스틱 빈스토크는 베어 서버와 운영 체제에 추가적인 추상화 계층을 제공한다. 대신에 사용자는 미리 빌드된 OS와 플랫폼 결합을 보게 된다. (예: 루비 2.0(퓨마)를 실행하는 64비트 아마존 리눅스 2014.03 v1.1.0 또는 파이썬 3.4를 실행 중인 64비트 데비안 jessie v2.0.7 등) 디플로이먼트에는 수많은 구성 요소의 정의가 필요하다: 프로젝트의 논리 컨테이너인 애플리케이션, 실행 가능한 애플리케이션의 디플로이 가능한 빌드인 버전, 빈스토크 환경과 제품을 위한 구성 정보를 포함하는 구성 템플릿. 끝으로 환경은 버전과 구성을 하나로 합친 다음 이를 디플로이를 한다. 실행 파일 그 자체는 압축 파일로 S3에 미리 업로드되며 버전은 단지 이를 가리키는 포인터일 뿐이다.